# Спасо-Преображенська церква (Любеч)
Спасо-Преображенську церкву в смт. Любеч було споруджено 1817 р. в стилі класицизму з червоної цегли місцевого виробництва Григорієм Милорадовичем. Розташована вона на базарному майдані Любеча. Пам'ятка архітектури національного значення. Є прикладом ампірної споруди композицією, що рідко зустрічається.

## Опис пам'ятки
Центральну частину Любеча прикрашає прекрасна будівля - Спасо-Преображенська церква. Західним масивним фасадом вона виходить на Червону площу. Кам'яний одноголовий храм побудований на кошти власників Любеча - поміщиків Милорадовичів як родинна усипальниця. Церква закладена в 1811 році і освячена в 1817 році. За типом є купольної ротондою з прилеглими по сторонам чотирма портиками спрощеного тосканського ордера. Церковна територія обгороджена залізним ґратчастим парканом з елементами кування. У 1850-х роках західний портик розібрали, добудувавши до нього подовжене плече з дзвіницею і новим чотирьохколонним портиком головного входу. Від дзвіниці уцілів нижній ярус. Портику відповідає східний, прямокутний у плані ризаліт з помилковим портиком, тричвертні колони підтримують трикутний фронтон. Фасади пам'ятника декоровані рустом, пілястрами, карнизами з модульонов.
В інтер'єрі 16 колон, розташованих по колу, підтримують кільцевий антаблемент, на який спирається купол. По периметру споруди, крім східної частини, приблизно на 2/3 висоти колон влаштовані хори. Плоскі перекриття хорів спираються на зовнішні стіни і колони.
Пам'ятник є прикладом ампірної споруди з композицією, що рідко зустрічається.
У другій половині XX століття приміщення Спасо-Преображенської церкви використовувалася як склад. Довгий період часу церква стояла напівзруйнованою. Тільки в 1992 році її повністю відновили.
Зараз Спасо-Преображенська церква - єдина діюча церква Любеча. Лаконічні монументальні форми пам'ятки архітектури зводять її до найкращих зразків ротондальних храмів України. До того ж, це одна з найоригінальніших церков пізнього класицизму на Лівобережній Україні. На початку XX століття в Любечі існувало вісім церков, вік деяких з них налічував понад п'ять століть. Але їх було зруйновано у 30-50 роки XX століття, а церковні реліквії та майно, цінні історичні документи розграбовано та втрачено назавжди.